# 쓰치자키 공습

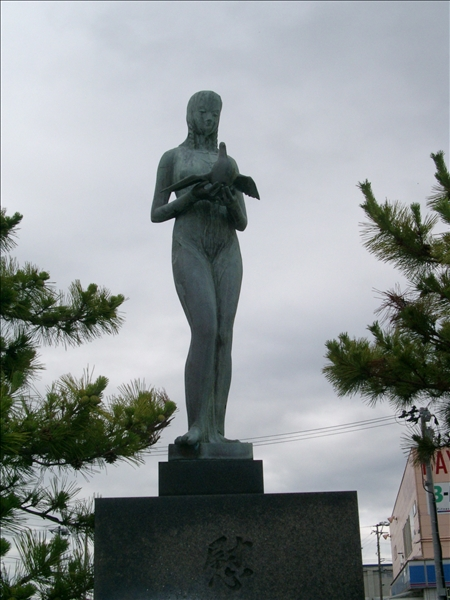
쓰치자키 공습 위령비.

제2차 세계 대전 기간의 아키타 폭격, 아키타 공습(일본어: 秋田空襲 아키타쿠슈[*]), 쓰치자키 대공습(일본어: 土崎大空襲 쓰치자키다이쿠슈[*])은 제2차 세계 대전 중 일본 전역 수행 기간이었던 1945년 8월 14일 미국 공군이 시행한 일본 아키타현 아키타시에 대한 전략폭격이다. 이 폭격은 제2차 세계 대전 기간 시행한 전략폭격 중 최장거리 공습이었으며 일본의 항복 직전 마지막으로 있었던 공습이다.

## 배경
쓰치자키는 동해 연안 도호쿠 지방의 마을로, 철도로 이어져 있고 야바세 유전와 같이 채굴 가능한 근처 유전에서 수입해 온 원유를 정제하는 정유 공장(현 ENEOS 아키타 정유소)이 있는 중요한 곳이었다. 이 마을은 1941년 4월 1일 인근 도시인 아키타시로 병합되었다. 이 지역은 전략적으로 중요한 곳 중 하나였으나 위치 문제로 전략폭격 작전 초기엔 공격을 할 수 없었다. 즉 종전 직전까지도 석유 관련 시설들은 타격받지 않고 온존히 보존되어 있었다.

## 공습
일본의 항복 전날 밤인 1945년 8월 14일, 보잉 B-29 슈퍼포트리스 314기를 동원한 미국 공군(USAAF) 제315폭격편대가 쓰키자키 시 중앙부로 소이폭격을 하러 출격했다.
폭격기 편대는 일본 시각 기준 8월 14일 밤 10시 30분에 폭격을 시작하여 8월 15일 오전 3시 30분까지 100kg 폭탄 7,360개와 50kg 폭탄 4,687개를 투하했다. 이 폭격으로 니혼 오일 정유소(현재의 JX 니혼 오일 & 에너지)와 인근 항구가 초토화되었으며, 화재가 인근 마을까지 번졌다. 이 폭격으로 민간인 포함 250명이 사망하고 200명 이상이 부상을 입었다.
15일 새벽에는 쓰치자키에서 동남쪽으로 80 km 떨어진 오가치군 니시나루세촌(현재의 요코테시)에 3발의 포탄이 투하되었는데 쓰치자키 공습에서 남은 잉여 폭탄을 투하했거나 인근의 요시노 광산을 목표로 폭격했을 가능성이 있지만 공습으로 발생한 인적피해는 없었다.
본 공습은 미군이 수행한 마지막 공습 작전이자 아키타현에서 시행된 유일한 대규모 공습이기도 하다.

## 같이 보기
- 제2차 세계 대전 기간의 전략폭격

## 서지
- Kenneth P. Werrell (1996년). 《Blankets of Fire》. Smithsonian Institution Press. ISBN 1-56098-665-4.
- F. J. Bradley (1999년). 《No Strategic Targets Left. Contribution of Major Fire Raids Toward Ending WWII》. Turner Publishing. ISBN 1-56311-483-6.
- Kit C. Carter (1975년). 《The Army Air Forces in World War II: Combat Chronology, 1941-1945》. DIANE Publishing. ISBN 1-4289-1543-5.
- Conrad C. Crane (1994년). 《The Cigar that brought the Fire Wind: Curtis LeMay and the Strategic Bombing of Japan》. JGSDF-U.S. Army Military History Exchange. ASIN B0006PGEIQ.
- Richard B. Frank (2001년). 《Downfall: The End of the Imperial Japanese Empire》. Penguin. ISBN 0-14-100146-1.
- A. C. Grayling (2007년). 《Among the Dead Cities: The History and Moral Legacy of the WWII Bombing of Civilians in Germany and Japan》. Walker Publishing Company Inc. ISBN 0-8027-1565-6.
- Edwin P. Hoyt (2000년). 《Inferno: The Fire Bombing of Japan, March 9 – August 15, 1945》. Madison Books. ISBN 1-56833-149-5.
- Donald H. Shannon (1976년). 《United States air strategy and doctrine as employed in the strategic bombing of Japan》. U.S. Air University, Air War College. ASIN B0006WCQ86.
- Dennis Wainstock (1996년). 《The Decision to Drop the Atomic Bomb》. Greenwood Publishing Group. ISBN 0-275-95475-7.